# Byrsotria fumigata
Byrsotria fumigata är en kackerlacksart som först beskrevs av Félix Édouard Guérin-Méneville 1857.  Byrsotria fumigata ingår i släktet Byrsotria och familjen jättekackerlackor.
Artens utbredningsområde är Kuba. Inga underarter finns listade.